# Copiula tyleri
Copiula tyleri är en groddjursart som beskrevs av Burton 1990. Copiula tyleri ingår i släktet Copiula och familjen Microhylidae. IUCN kategoriserar arten globalt som livskraftig. Inga underarter finns listade i Catalogue of Life.